# Cupressus sargentii
Cupressus sargentii (Syn.: Hesperocyparis sargentii (Jeps.) Bartel) ist eine Pflanzenart aus der Familie der Zypressengewächse (Cupressaceae). Sie ist in Kalifornien heimisch.

## Beschreibung

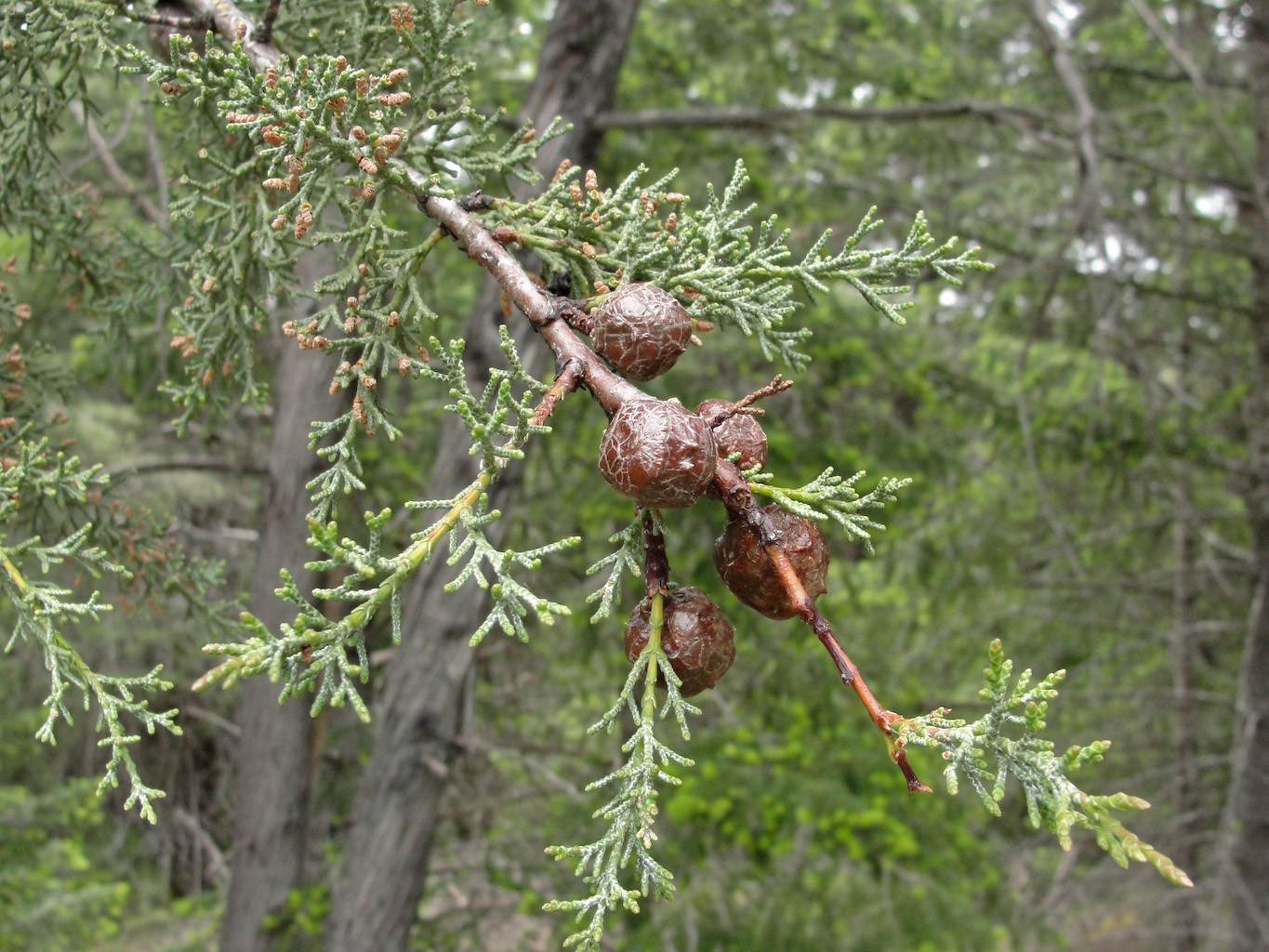
Zweig mit reifen Zapfen

Cupressus sargentii wächst als immergrüner Baum, der Wuchshöhen von bis zu 25, meist aber nur 10 Meter erreicht. Die raue, faserige Borke ist gefurcht. Die offene oder dichte Krone ist mehr breit als hoch oder säulenförmig geformt. Die 1,5 bis 2,5 Millimeter dicken Zweige stehen kreuzgegenständig an den Ästen.
Die Blätter sind schuppenartig geformt. Auf der Blattunterseite befindet sich eine unauffällige, meist blaugrüne Drüse, die normalerweise kein Harz absondert.
Die männlichen Blütenzapfen werden 3 bis 4 Millimeter lang und rund 2 Millimeter dick. Sie enthalten drei bis vier Pollensäcke. Die Zapfen sind bei einem Durchmesser meist 2 bis 2,5 Zentimeter kugelig geformt. Zur Reife hin sind sie braun oder grau gefärbt. Jeder Zapfen besteht meist aus sechs bis acht Schuppen, auf denen sich vereinzelt Harzblasen befinden. Die 4 bis 6 Millimeter langen Samen sind dunkelbraun gefärbt und weisen eine schwache bis kräftige, blaugrüne Tönung auf.
Die Chromosomenzahl beträgt 2n = 22.

## Verbreitung und Standort
Das natürliche Verbreitungsgebiet von Cupressus sargentii liegt in den Coast Ranges, im Santa-Lucia-Gebirge und in den San Rafael Mountains in Kalifornien. Man findet sie dort vom äußersten Norden des Mendocino Countys und des Colusa Countys im Norden über das Lake County, das Napa County sowie über das Marin County bis zum Alameda County, dem Monterey County, dem San Luis Obispo County und dem Santa Barbara County im Süden.
Cupressus sargentii ist eine Baumart des Mittelmeerklimas. Die Art gedeiht in Höhenlagen von 200 bis 1100 Metern. Dort wächst sie vor allem in Wäldern sowie im Unterholz, häufig auf Serpentinböden. Der jährliche Niederschlag beträgt je nach Standort rund 600 mm.

## Systematik
Die Erstbeschreibung als Cupressus sargentii erfolgte 1909 durch Willis Linn Jepson in A Flora of California 1(1), S. 61. Teilweise werden die Synonyme Callitropsis sargentii (Jeps.) D.P. Little, Neocupressus sargentii (Jeps.) de Laub. oder Hesperocyparis sargentii (Jeps.) Bartel für die Art verwendet.
Cupressus sargentii bildet in den Costal Ranges mit Cupressus macnabiana Hybride. Dies ist die einzige bekannte, natürliche Artkreuzung innerhalb der Gattung der Zypressen (Cupressus).

## Gefährdung und Schutz
Cupressus sargentii wird in der Roten Liste der IUCN als „nicht gefährdet“ geführt. Es wird jedoch darauf hingewiesen, dass eine erneute Überprüfung der Gefährdung notwendig ist.